# Wisningen
Wisningen (auch Wismenger) war ein Ort im heutigen Gebiet der Stadt Magdeburg.
Das Dorf befand sich nordöstlich von Alt Olvenstedt und nordwestlich von Neustadt, etwas nördlich des Laufs der Großen Sülze. Die Geographische Lage kann ungefähr mit 52° 10′ 13,8″ N, 11° 35′ 27,6″ O geschätzt werden.
Für das 13. Jahrhundert sind Besitzungen der Klöster Hillersleben, Wolmirstedt, Unser Lieben Frauen Magdeburg und des Sankt-Agnes-Kloster (Magdeburg) urkundlich belegt. Noch im Mittelalter wurde die Ortschaft zur Wüstung.
An das Bestehen des Ortes erinnert heute noch die Benennung der Straßen Wisninger Straße und Wisninger Wuhne.